# ألبوم الطوابع

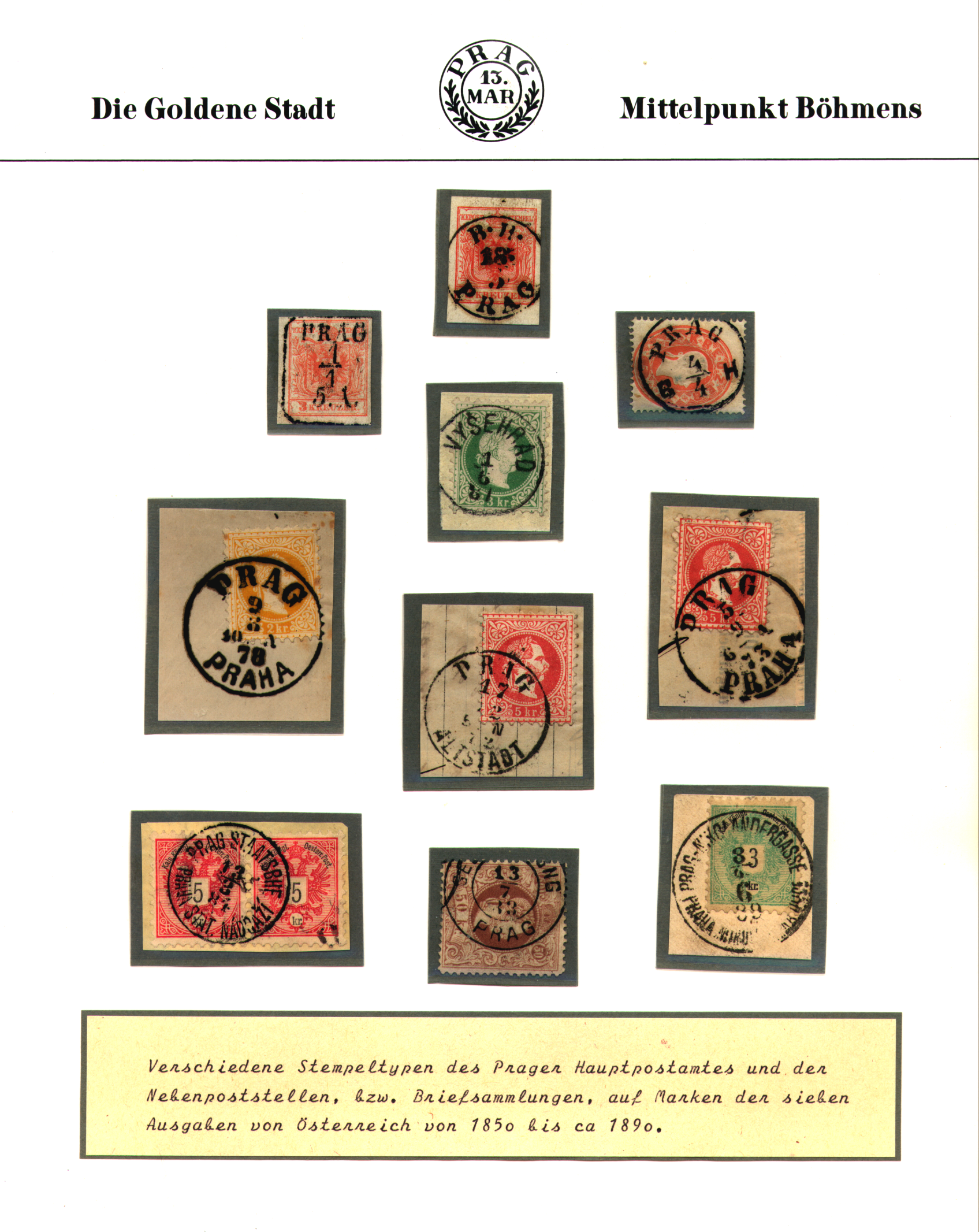
صفحة ألبوم طوابع مخصصة لمجموعة ماركوفيلي من طوابع بريد براغ

ألبومات الطوابع هي كتب تستخدم لتخزين مجموعة من طوابع البريد.

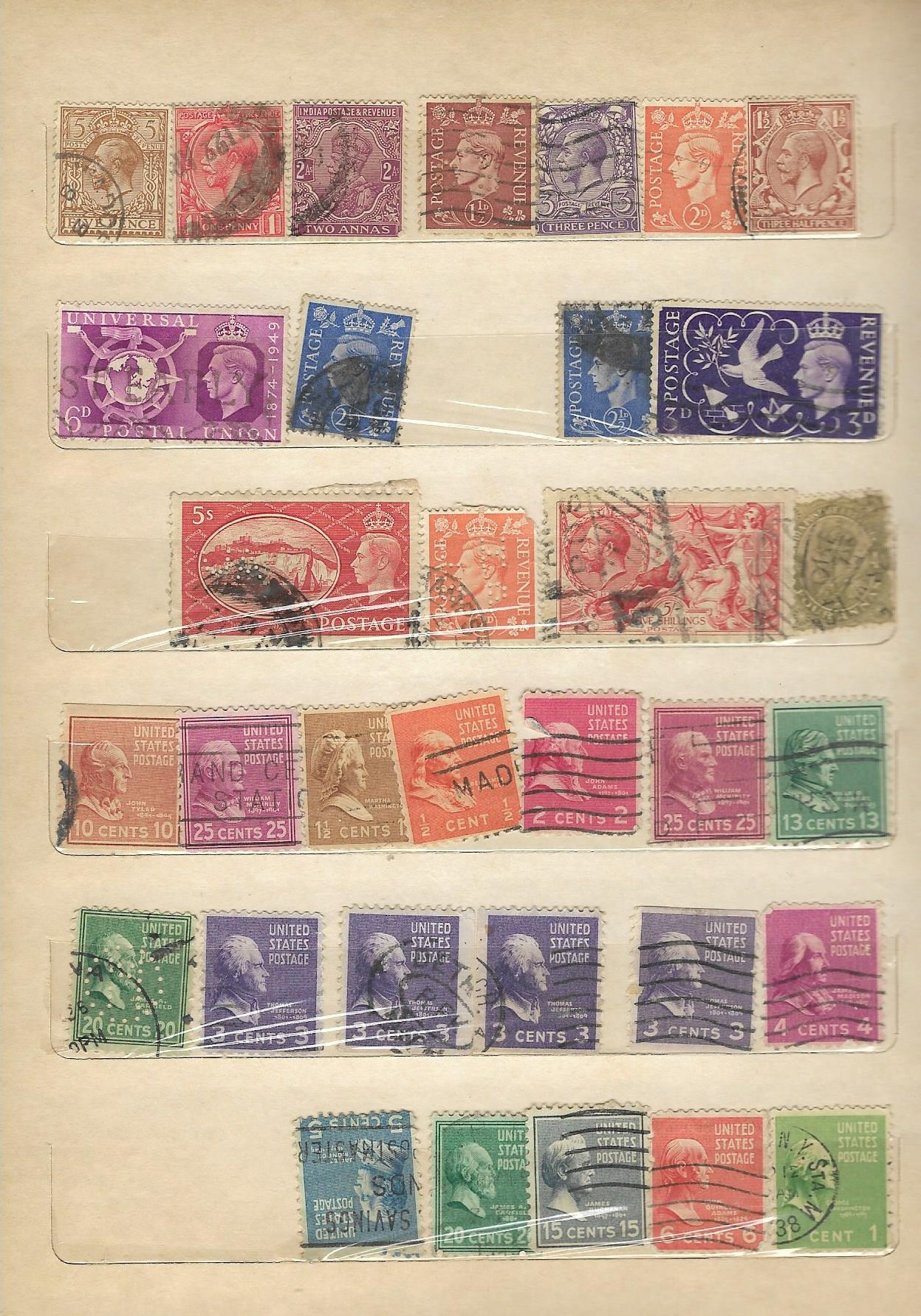
مجموعة من الطوابع القديمة محفوظة في ألبوم طوابع (1940-1969)

تُعد الألبومات وسيلة شائعة لتخزين وعرض مجموعات الطوابع للمبتدئين والهواة المحترفين. تتراوح هذه المجموعات من مجلدات بسيطة مخصصة لاحتواء عدد ثابت من الطوابع إلى مجموعات كبيرة متعددة المجلدات ذات صفحات منفصلة للسماح بالتوسع مع نمو المجموعة. تشكل الألبومات المطبوعة مسبقًا والمتوفرة تجاريًا الدعامة الأساسية لهواية جمع الطوابع. ومع ذلك، يفضل العديد من هواة الجمع المرونة في تصميم صفحات الألبوم الخاصة بهم.

## الألبومات المطبوعة مسبقًا

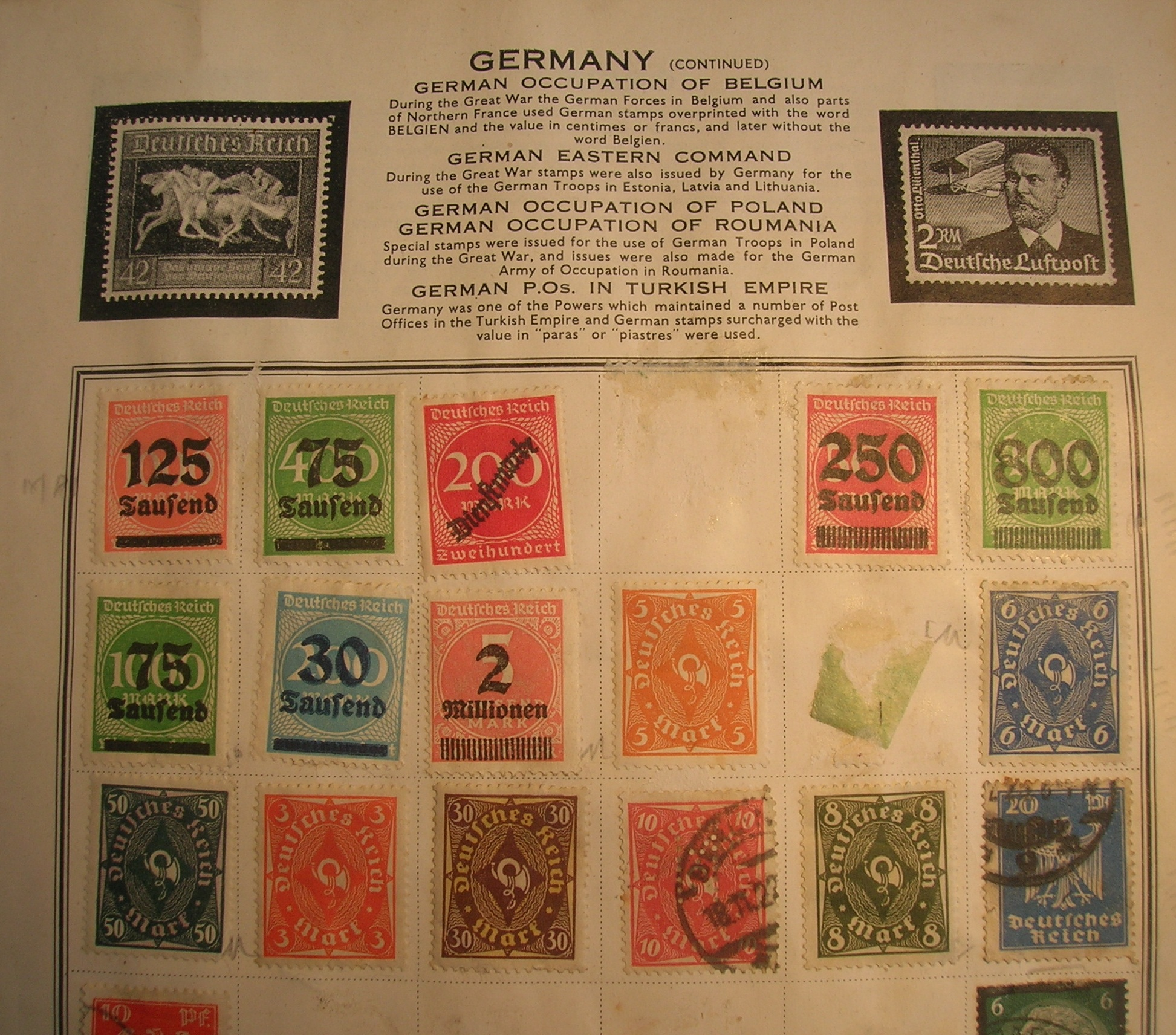
صفحة مطبوعة مسبقًا من ألبوم طوابع يعود تاريخه إلى ثلاثينات القرن العشرين مع مساحات مطبوعة للتثبيت غير المحدد وتتضمن معلومات عن كل دولة

يشتري العديد من هواة الجمع الألبومات والصفحات المطبوعة مسبقًا، والتي تُنتجها العديد من الشركات المصنعة. تتراوح المجموعة من الألبومات العالمية، مع مساحات كافية فقط للطوابع الشائعة وعدد قليل من الطوابع الأخرى، إلى ألبومات بلد واحد مع مساحات لكل نوع من أنواع الطوابع المعروفة. الشكل المعتاد هو طباعة صورة بالأبيض والأسود للطابع في كل مساحة، مع تقليل الحجم بحيث يغطيها طابع حقيقي، وإضافة إطار رفيع حول الطابع. تتراوح التعليقات التوضيحية من الإشارات البسيطة إلى الثقب أو العلامة المائية إلى فقرة تقدم خلفية صغيرة حول موضوع الطابع. تكون صفحات الألبوم دائمًا ذات جانب واحد؛ أما الصفحات ذات الجانبين فتوفر المساحة، ولكنها تتطلب تداخل الأوراق لمنع الطوابع من التشابك مع بعضها. تأتي الألبومات المطبوعة مسبقًا في أشكال مختلفة حيث يمكن للمجمع تركيب طابع مستعمل بمفصلة، أو إنشاء جيب للطابع الفردي باستخدام حامل مقطوع مسبقًا لإلصاقه بالصفحة، أو النوع الأسهل يسمى نظام "الألبوم بدون مفصلات" حيث تتضمن صفحة الألبوم المطبوعة مسبقًا مكانًا لوضع طابع البريد الخاص بك.

## تخطيط الألبوم

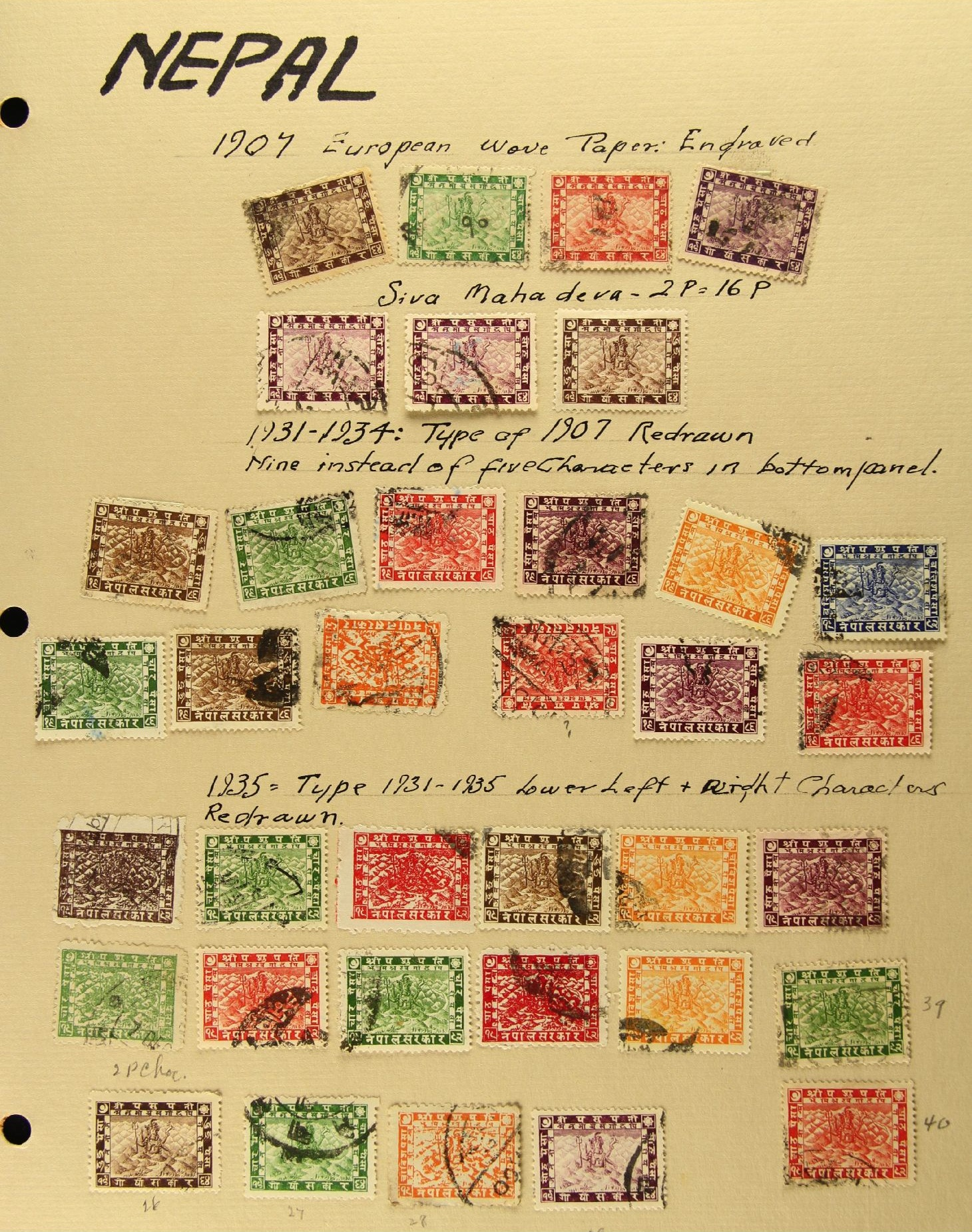
صفحة ألبوم بسيطة مكتوبة بخط اليد مع مجموعة طوابع باشوباتي النيبالية

للحصول على أقصى قدر من المرونة، يفضل العديد من هواة الجمع تصميم صفحات الألبوم الخاصة بهم. يعتمد ترتيب الطوابع على الصفحة على ذوق جامع الطوابع والغرض من المجموعة. قد تحتوي المجموعة التي تحتوي على ختم "واحد من كل نوع" على صفوف من الطوابع الموضوعة على كل صفحة، بينما قد تحتوي صفحة المتخصص على عشرات الأمثلة من الطوابع المماثلة، والتي تختلف في العلامات المائية ودرجات الألوان والثقوب وما إلى ذلك. تقليديًا، كانت الصفحات تُنشأ يدويًا باستخدام القلم والحبر؛ ومع ذلك، في السنوات الأخيرة، مع ظهور أجهزة الكمبيوتر الشخصية، أصبحت الصفحات المطبوعة في المنزل شائعة. يمكن العثور على ملفات الألبوم الجاهزة للطباعة على الويب، سواء كانت مجانية أو تجارية، أو أنشأها جامع طوابع باستخدام برامج عامة مثل مايكروسوفت وورد أو غيره من البرامج المكتبية، أو عن طريق برنامج تخطيط صفحات ألبوم الطوابع المخصص مثل برنامج AlbumEasy.

## تاريخ
كان أحد أوائل الألبومات هو ألبوم ستانلي غيبونز الذي نُشر في أوائل عقد السبعينات من القرن التاسع عشر. وتبع ذلك ألبوم إمبروفد Improved ثم ألبوم إمبريال Imperial المصور. تُصنّع عدة شركات حالية ألبومات الطوابع، وبمجرد أن يبدأ هواة الجمع باستخدام علامة تجارية معينة يكون لديهم حافز قوي للاستمرار معها، كما يقدم المصنعون تحديثات سنوية للطوابع الصادرة خلال العام السابق.
في الألبومات الأولى، كانت الطوابع تُلصق على الصفحات، باستخدام صمغ خاص بها (كما لو وُضِعت على مظروف) أو غراء. تقدم مفصلات الطوابع بعد فترة وجيزة، مما يسمح بإزالة الطوابع دون إلحاق ضرر كبير بالطابع أو بصفحة الألبوم. ابتُكرت حوامل الطوابع في النصف الثاني من القرن العشرين، وهي تُستخدم لحفظ الطوابع بين طبقتين من اللدائن، مع كون الطبقة الأمامية شفافة، وتُثبت الطوابع على صفحة الألبوم مما يسمح بعرضها دون أن تلمسها مادة لاصقة. عند استخدامها بشكل صحيح، تسمح الحوامل بإزالة الطوابع من الألبوم بالطريقة ذاتها التي أُدخلت فيها. يُطلق على الألبوم الذي تُثبت حوامله في المصنع، إما كحوامل لطوابع فردية أو كشرائط أكبر، اسم "بدون مفصلات".

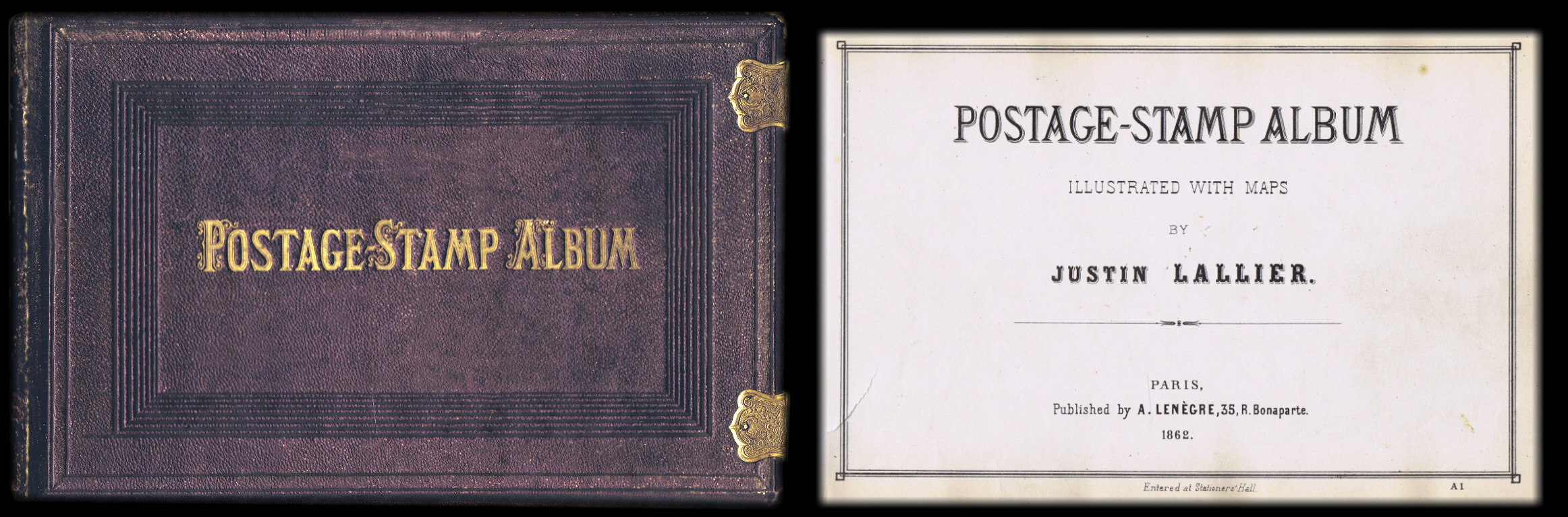
الطبعة الأولى لألبوم الطوابع البريدية لالير 1862. أول ألبوم طابع بريدي في العالم.

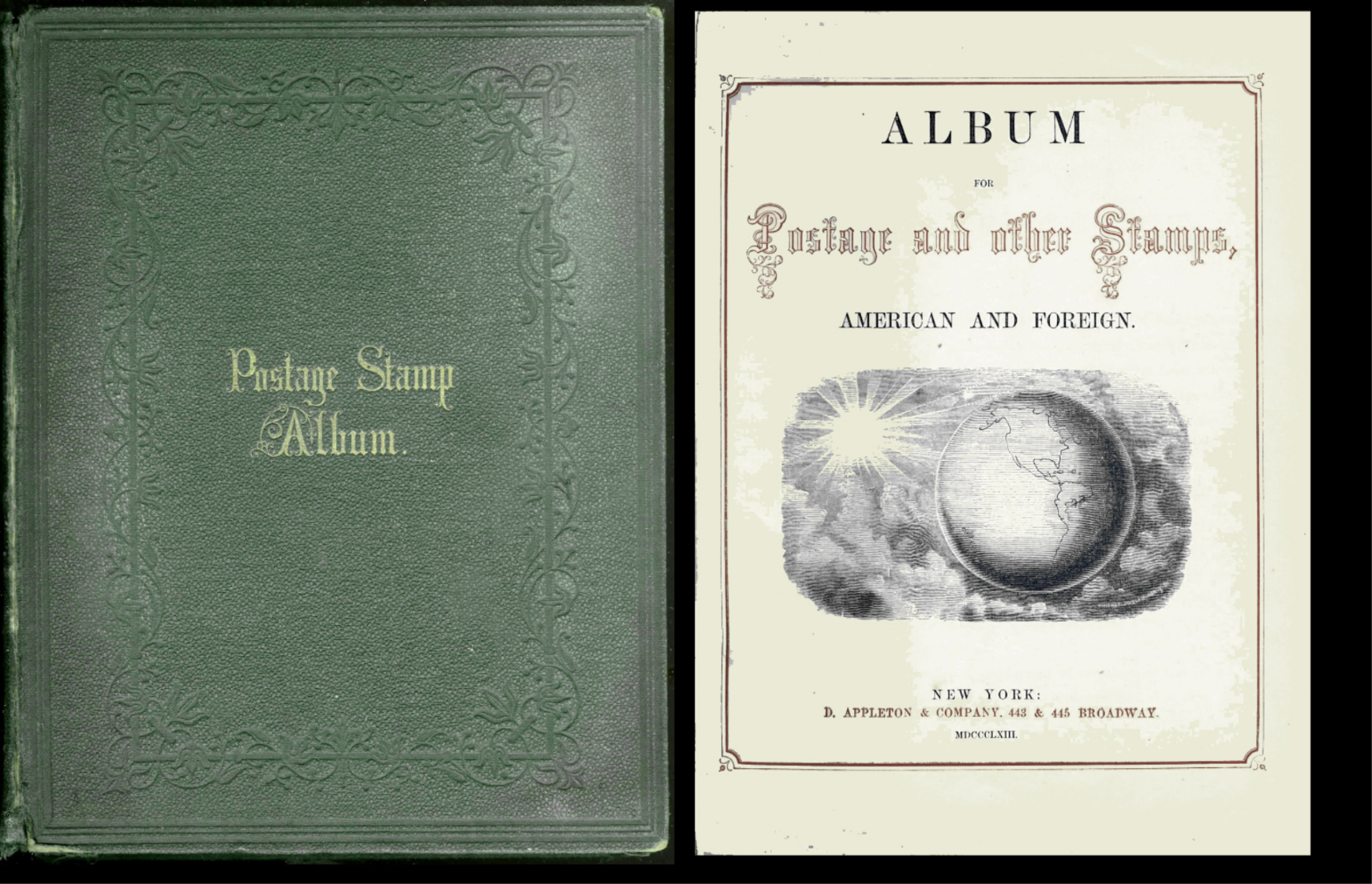
أول ألبوم لطوابع البريد الأمريكية نشرته شركة أبلتون عام 1863.

## استخدام الألبومات
تحتوي الألبومات ذات الجودة العالية على أغلفة مبطنة، مما يقلل الضغط المحتمل على الطوابع التي تمارسها الألبومات المجاورة على الرف. لا يقوم جامعو الكتب الحذرون برص الألبومات معًا بشكل وثيق، بحيث تسمح بحركة الهواء قليلاً عبر الصفحات، ولمنع تسرب المادة اللاصقة أو التصاقها.

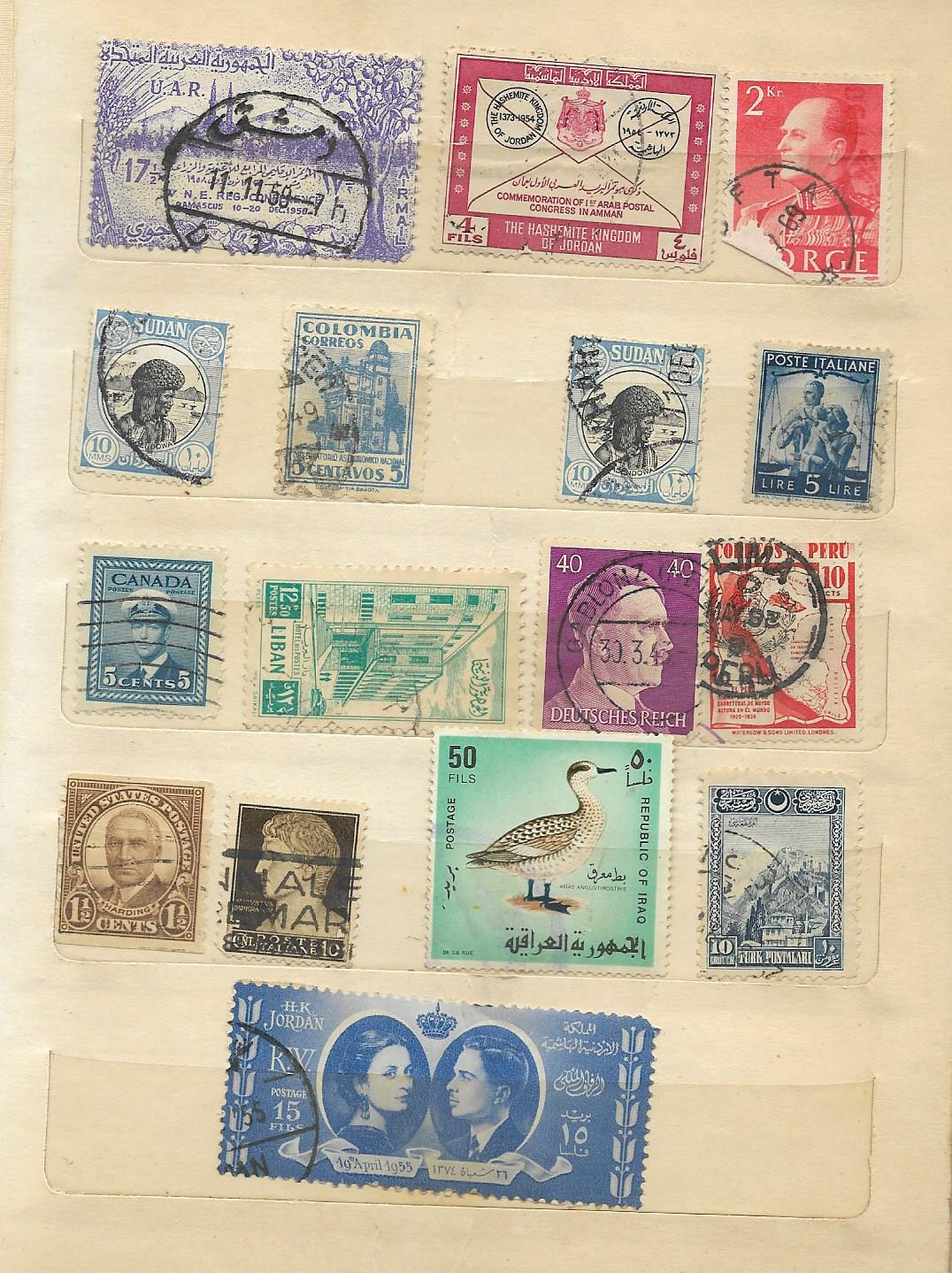
مجموعة من الطوابع محفوظة في ألبوم

## روابط خارجية
- ألبومات الطوابع في مجموعات الكتب المطبوعة في المكتبة البريطانية بقلم ديفيد بيتش. النسخ الاحتياطي.